# دهستان سائو
دهستان سائو (به لاتین: Saue Parish) یک دهستان در استونی است که در شهرستان هاریو واقع شده‌است.

## خصوصیات
دهستان سائو ۶۲۸ کیلومترمربع مساحت و ۲۲٬۰۵۰ نفر جمعیت دارد.